# Poullan-sur-Mer
Poullan-sur-Mer (bretonisch Poullann) ist eine französische Gemeinde im Département Finistère in der Bretagne mit 1460 Einwohnern (Stand 1. Januar 2022). Sie gehört zum Arrondissement Quimper, zum Kanton Douarnenez und zum Gemeindeverband Douarnenez Communauté.

## Geografie
Die Gemeinde liegt im Westen der Bretagne in der Region Cornouaille am Atlantik (an der Bucht von Douarnenez), wobei sich der Ortskern gut zwei Kilometer südöstlich Küste befindet. Die Gemeinde Douarnenez liegt sechs Kilometer östlich, Quimper 25 Kilometer südöstlich und Brest etwa 35 Kilometer nördlich (Entfernungen leicht gerundet in Luftlinie).

## Bevölkerungsentwicklung
| Jahr                       | 1962 | 1968 | 1975 | 1982 | 1990 | 1999 | 2006 | 2016 |
| Einwohner                  | 1179 | 1085 | 1269 | 1586 | 1627 | 1517 | 1489 | 1516 |
| Quellen: Cassini und INSEE |      |      |      |      |      |      |      |      |

## Sehenswürdigkeiten

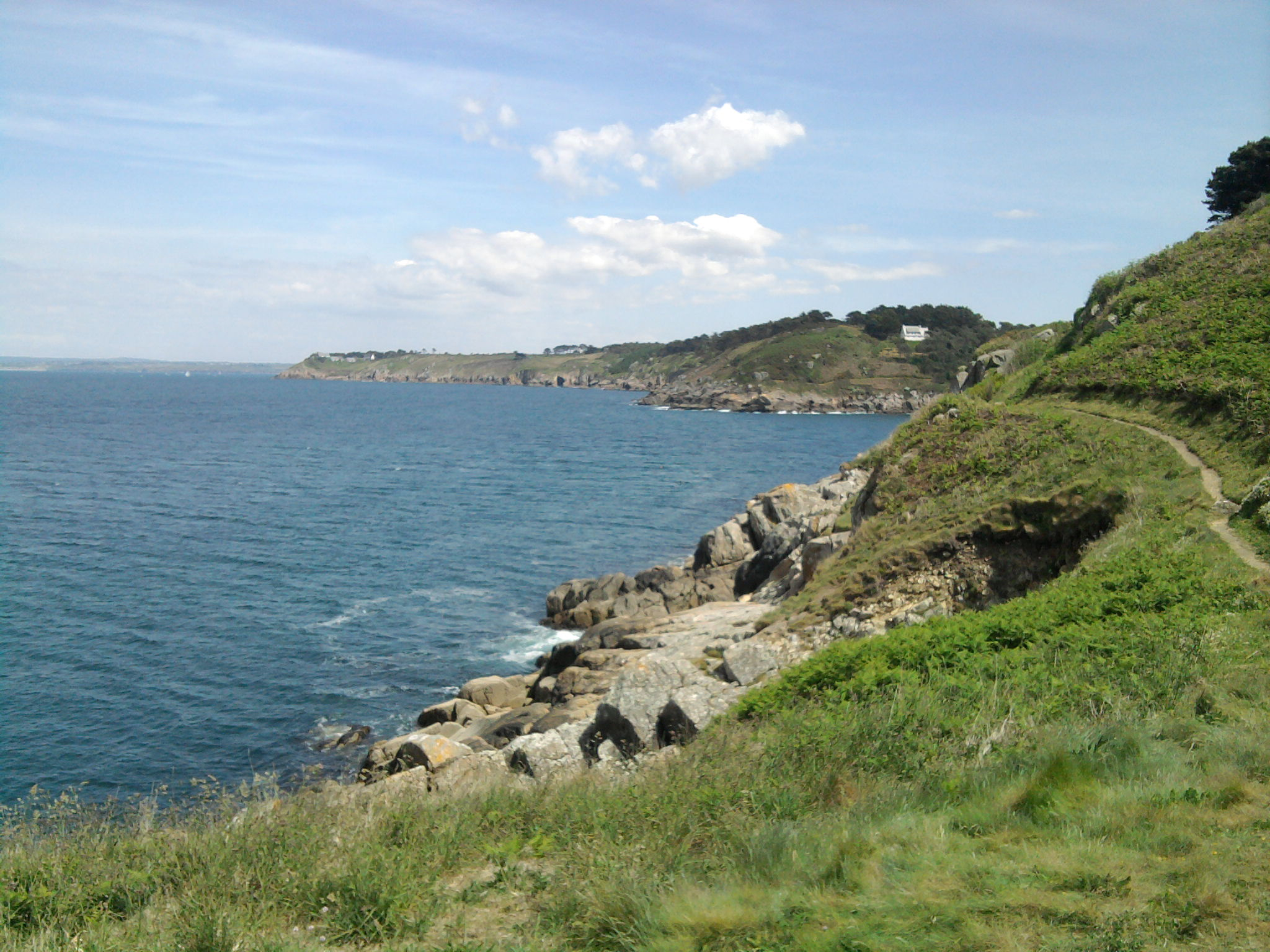
Küste an der Pointe de la Jument

Als Kulturdenkmale sind in der Gemeinde u. a. einige Kirchen, Kapellen, Herrenhäuser und sonstige historische Gebäude, ein Kalvarienberg, Steinkreuze und der Menhir de Tréota ausgewiesen. Vier Objekte sind als Monument historique eingestuft.
Siehe auch: Liste der Monuments historiques in Poullan-sur-Mer

## Verkehrsanbindung
Die nächstgelegenen Abfahrten an der autobahnähnlich ausgebauten Schnellstraße E 60 (Nantes-Brest) gibt es bei Quimper und Châteaulin. Der Bahnhof Quimper ist TGV-Atlantique-Station und Regionalbahnhof im Netz der TER Bretagne. Die Bahnstrecke Quimper-Douarnenez wurde bereits 1974 im Personenverkehr stillgelegt.
Die nächsten Regionalflughäfen sind der Flughafen Quimper-Cornouaille und der Flughafen Brest.